# Spike Jonze

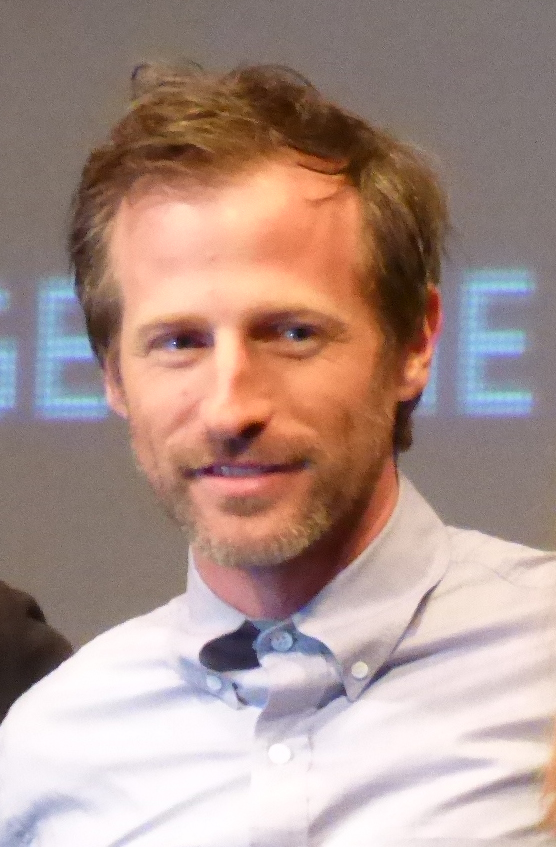
Spike Jonze beim New York Film Festival im Oktober 2013

Spike Jonze (* 22. Oktober 1969 in Rockville, Maryland; eigentlich Adam Spiegel) ist ein US-amerikanischer Film- und Musikvideo-Regisseur, Filmproduzent, Schauspieler sowie Golden-Globe- und Oscar-prämierter Drehbuchautor.

## Leben und Wirken
Jonze begann seine Karriere als Regisseur von Musikvideos unter anderem der Beastie Boys (z. B. Sabotage) oder Fatboy Slim (z. B. Weapon of Choice). Nach zwei Kurzfilmproduktionen inszenierte er 1999 erstmals einen Spielfilm: Being John Malkovich. Der phantasievolle Film, dessen Drehbuch der bis dahin nur für Fernsehserien tätig gewesene Charlie Kaufman schrieb, wurde ein großer Erfolg und erntete international zahlreiche Auszeichnungen sowie drei Oscar-Nominierungen, darunter jene für Drehbuch und Regie. Für seinen zweiten Film, Adaption – Der Orchideen-Dieb, arbeitete Jonze erneut mit Kaufman zusammen. Dieser schrieb sich selbst sowie seinen (fiktiven) Zwillingsbruder Donald als Hauptfiguren in den Film, der von den Qualen eines von Schreibblockaden geplagten Drehbuchautors handelt.
Jonze ist außerdem einer der Erfinder der MTV-Serie Jackass und Produzent des Films zur Serie Jackass: The Movie. Derzeit ist er u. a. kreativer Leiter des Internet-TV-Senders VBS.TV des Magazins Vice. Des Weiteren ist er Mitinhaber der Skateboardfirma Girl Skateboards.
Im Jahr 1999 spielte er im Actionfilm Three Kings an der Seite von George Clooney. Das Videoalbum The Work of Director Spike Jonze wurde in den USA im Juli 2005 mit einer Platin-Schallplatte ausgezeichnet.
Er ist entfernter Verwandter der US-amerikanischen Katalog-Versandhaus-Gründerfamilie Spiegel, an deren Erbe er aber entgegen allgemein verbreiteter Meinung nicht beteiligt wurde. Am 26. Juni 1999 heiratete er seine Kollegin, die Regisseurin Sofia Coppola. Die Ehe wurde im Jahr 2003 geschieden.
Für sein Drehbuch zum Film Her erhielt er bei der Oscarverleihung 2014 den Oscar für das beste Originaldrehbuch.
Spike Jonze arbeitet unter verschiedenen Pseudonymen, u. a. Richard Koufey.
2020 veröffentlichte er auf Apple TV+ eine Doku über die Beastie Boys.

## Filmografie (Auswahl)

### Als Schauspieler
- 1993: Mi Vida Loca
- 1996: Pig! (Kurzfilm)
- 1997: The Game
- 1999: Three Kings – Es ist schön König zu sein (Three Kings)
- 1999: Torrance Rises (Kurzfilm)
- 2002: Jackass: The Movie
- 2002: Keep Your Eyes Open
- 2006: Jackass: Nummer Zwei (Jackass Number Two)
- 2010: Jackass 3D
- 2011: Die Kunst zu gewinnen – Moneyball (Moneyball)
- 2013: The Wolf of Wall Street
- 2021: Sing – Die Show deines Lebens (Sing 2)
- 2022: Babylon – Rausch der Ekstase (Babylon)

### Als Regisseur
- 1997: How They Get There (Kurzfilm)
- 1998: Amarillo by Morning (Kurzfilm)
- 1999: Being John Malkovich
- 1999: Torrance Rises (Kurzfilm, auch Choreografie)
- 2002: Adaption – Der Orchideen-Dieb (Adaptation)
- 2009: Wo die wilden Kerle wohnen (Where the Wild Things Are)
- 2009: We Were Once a Fairytale (Kurzfilm)
- 2010: I’m Here (Kurzfilm)
- 2010: Scenes from the Suburbs (Kurzfilm)
- 2013: Her
- 2020: Beastie Boys Story

### Als Drehbuchautor
- 1997: How They Get There (Kurzfilm)
- 2009: Wo die wilden Kerle wohnen (Where the Wild Things Are)
- 2010: I’m Here (Kurzfilm)
- 2013: Her
- 2020: Beastie Boys Story

### Als Produzent
- 2001: Human Nature – Die Krone der Schöpfung (Human Nature)
- 2002: Jackass: The Movie
- 2006: Jackass: Nummer Zwei (Jackass Number Two)
- 2008: Synecdoche, New York
- 2010: Jackass 3D
- 2022: Jackass Forever
- 2022: Jackass 4.5

### Als Kameramann
- 1998: Free Tibet (Kamera)

## Weitere Arbeiten

### Skateboardvideos
- 1989: Rubbish Heap (für SMA World Industries)
- 1991: Video Days (für Blind Skateboards)
- 1995: Las Nueve Vidas De Paco (Chocolate Skateboards)
- 1996: Mouse (Girl/Chocolate Skateboards)
- 2003: Yeah Right! (für Girl Skateboards)
- 2004: Hot Chocolate! (für Chocolate Skateboards)
- 2006: The Krooked Chronicles
- 2007: Fully Flared (für Lakai Footwear)
- 2012: Pretty Sweet (Girl/Chocolate Skateboards)

### Musikvideos
- 1992: Chainsaw Kittens – High in High School
- 1992: Sonic Youth – 100%
- 1993: The Breeders – Cannonball
- 1993: X – Country At War
- 1993: Luscious Jackson – Daughters of the Kaos
- 1993: Teenage Fanclub – Hang On
- 1993: Beastie Boys – Time For Livin’
- 1994: Marxman – All About Eve
- 1994: Weezer – Buddy Holly
- 1994: Rocket from the Crypt – Ditch Digger
- 1994: The Breeders – Divine Hammer
- 1994: Dinosaur Jr. – Feel the Pain
- 1994: Velocity Girl – I Can’t Stop Smiling
- 1994: MC 900 Ft. Jesus – If I Only Had a Brain
- 1994: That Dog – Old Timer
- 1994: Beastie Boys – Ricky’s Theme
- 1994: Beastie Boys – Sabotage (auch Skript)
- 1994: Beastie Boys – Sure Shot
- 1994: Weezer – Undone (The Sweater Song)
- 1995: Wax – Who Is Next?
- 1995: Elastica – Car Song
- 1995: R.E.M. – Crush with Eyeliner
- 1995: Ween – Freedom of ’76
- 1995: Wax – California
- 1995: Björk – It’s Oh So Quiet
- 1995: Sonic Youth – The Diamond Sea
- 1996: The Pharcyde – Drop
- 1997: Daft Punk – Da Funk
- 1997: R.E.M. – Electrolite
- 1997: The Chemical Brothers – Elektrobank
- 1997: Puff Daddy – It’s All About the Benjamins (Rock-Version)
- 1997: Mike Watt – Liberty Calls
- 1997: Pavement – Shady Lane
- 1997: The Notorious B.I.G. – Sky’s the Limit
- 1998: Sean Lennon – Home (Sean Lennon Song)
- 1998: Fatboy Slim – Praise You
- 1998: Beastie Boys – Root Down (Version 2)
- 1998: Fatboy Slim – The Rockafeller Skank (Version 1)
- 2000: Fatboy Slim – Weapon of Choice
- 2000: Fatlip – What’s Up, Fatlip?
- 2000: Tenacious D – Wonderboy
- 2002: Weezer – Island in the Sun (Version 2)
- 2002: Björk – It’s in Our Hands
- 2003: Phantom Planet – Big Brat
- 2004: Ludacris – Get Back
- 2004: Yeah Yeah Yeahs – Y Control
- 2005: Björk – Triumph of a Heart
- 2005: Foetus – Blessed Evening (nur Kamera, Regie: Karen O)
- 2008: Kanye West – Flashing Lights (Co-Regie mit West)
- 2009: Unkle – Heaven
- 2009: AsDSSka – 25 (mit Crystal Moselle)
- 2010: LCD Soundsystem – Drunk Girls
- 2010: Arcade Fire – The Suburbs
- 2011: Beastie Boys feat. Santigold – Don’t Play No Game That I Can’t Win
- 2011: Kanye West & Jay-Z – Otis
- 2013: Arcade Fire – Afterlife

## Auszeichnungen (Auswahl)
- MTV Video Music Awards 1999: Beste Regie für Musikvideo Praise You (Fatboy Slim)[3]
- Internationale Filmfestspiele von Venedig 1999: FIPRESCI-Preis für Being John Malkovich
- Oscarverleihung 2000: Nominierung für die Beste Regie zu Being John Malkovich
- Chlotrudis Award 2000: Auszeichnung als Bester Regisseur für Being John Malkovich
- Internationale Filmfestspiele Berlin 2003: Nominierung für den Goldenen Bären und Auszeichnung mit dem Silbernen Bären für Adaption.
- Golden Globe Awards 2003: Nominierung für die Beste Regie zu Adaption.
- Golden Globe Awards 2014: Bestes Drehbuch für Her
- Critics’ Choice Movie Awards 2014: Bestes Originaldrehbuch für Her
- Oscarverleihung 2014: Bestes Originaldrehbuch für Her, Nominierung: Bester Song: The Moon Song (zusammen mit Karen O)